# 千葉準一
千葉 準一（ちば じゅんいち、1947年3月9日 - 2011年10月26日）は、日本の会計学者。宮城県名取郡岩沼町出身。首都大学東京都市教養学部教授、法政大学経済学部教授、同大学院イノベーション・マネジメント研究科アカウティング専攻（会計大学院）兼担教授を経て、2011年4月より国士舘大学経営学部教授を務めた。経済学博士（東京大学）。専門は財務会計論、国際比較会計制度論(日英中比較会計制度論)、日本近代会計制度史。

## 来歴・業績
- 1947年 - 宮城県名取郡岩沼町（現在の岩沼市）に生まれる。
- 1965年 - 宮城県仙台第二高等学校卒業。
- 1969年 - 横浜国立大学経済学部経営学科卒業。企業会計原則の生みの親で知られる黒澤清のゼミに所属していた。横浜国立大学における最後のゼミ生だった（黒澤は横浜国立大学を定年退職し、獨協大学へ転任した）。
- 1972年 - 東京大学大学院経済学研究科経営学専攻修士課程修了。
- 1974年 - 立正大学経営学部研究助手（後に専任講師、助教授）に就任。
- 1975年 - 東京大学大学院経済学研究科経営学専攻博士課程単位取得満期退学。法政大学大学院イノベーション・マネジメント研究科アカウティング専攻教授(主任)の永野則雄は大学院時代の同級生である。
- 1979年 - 東京都立大学 (1949-2011)経済学部助教授に転任。
- 1981年 - 著書「会計の基礎構造」で日本会計研究学会賞・太田賞を受賞。
- 1983年 - 博士号取得。
- 1985年〜1986年 - ロンドン大学（London School of Economics）に客員研究員として留学。指導教授は泰斗W.T.バクスター。
- 1987年〜2008年 - 東京都立大学（2005年より首都大学東京）教授。
- 1992年 - 著書「英国近代会計制度」で日本会計史学会賞を受賞。
- 1993年 - 遼寧大学（瀋陽）で一ヶ月の集中講義。4年間の国際経済系客座教授の称号が遼寧大学から与えられた。その後も数回にわたって遼寧大学や大連大学で講義を行った。
- 1995年 - ポーランドのウッチ大学で特別講演。
- 1999年～2003年 - 東京都立大学経済学部長を二期務めた。
- 2008年 - 法政大学経済学部教授に転任。2009年度まで二年間法政大学イノベーション・マネジメント研究センター運営委員も務めた。
- 2011年 - 国士舘大学経営学部教授に転任。10月26日、多臓器不全により死去[1]。満64歳。

日本会計学会、日本会計史学会、経営史学会等の学会に所属した。日本公認会計士協会国際会計基準検討会委員 (1991-1995)、税理士試験委員(1997-2002)、公認会計士試験第2次試験試験委員(2004-2006)、神奈川県情報公開審査会委員を歴任した。また、1990年に発刊されたイギリスの国際学術雑誌Accouting,Business and Financial History編集委員会委員も務めた。

## 人物
会計学者の中でも数少ない会計制度史の研究者であり、その分野での日本における第一人者であった。とりわけイギリスおよび戦前・戦中期と戦後の日本の会計制度を精力的に研究し、イギリスや中国など世界各地の研究者と国際的な学術交流も行った。法政大学教授在任中は法政大学経済学会の学術誌「経済志林」を中心に、定期的に論文を投稿していた。
伊藤邦雄や廣瀬義州、桜井久勝など他の第一線級の会計学者が数多くの著書を世に送り出しているのとは対照的に、彼は生前あまり著書を出していない。基本書（一般的な会計学のテキスト）は共著で1冊あるのみで、他に専門性の高い著書（実質的には研究論文に近い）が4冊と、公認会計士・税理士志望者向けのテキストが1冊ある。彼の研究の特徴は、会計学を社会科学的に捉えようとする姿勢にあり、これまでにマックス・ウェーバーやユルゲン・ハーバーマス、ニクラス・ルーマンといった社会学者の方法を用いた研究を行ってきた。
また、彼はイギリスへの留学経験があるため、彼の学風はイギリス会計学からの影響が非常に濃くなっている。日本の会計学が主としてドイツとアメリカの会計学から影響を受けて発展してきたことを考えると、このことは会計学の研究者の中では稀である。
時価会計に好意的な会計学者が少なくない中で、彼は安易な時価会計の導入に対して批判的であり、財務諸表公開制度全般に正当性を持たせるために原価主義を守るべきだと主張していた。
2008年度から2010年度まで法政大学経済学部で「会計学応用Ⅰ（財務会計）」と「国際会計制度」、同大学院イノベーション・マネジメント研究科アカウティング専攻で「会計制度論」の授業を担当していた。「国際会計制度」の授業は、彼の専門である会計制度史の授業であるが、日本での経済学・商学・経営学系の学部では会計制度史の授業は少ない。

## 著書
- 会計の基礎構造(1980) 森山書店 (日本会計研究学会賞受賞)
- 会計学（1989）共著、有斐閣
- 英国近代会計制度(1992) 中央経済社 (日本会計史学会賞受賞)
- 日本近代会計制度(1998) 中央経済社
- 日本会計制度史研究の視角(1994) 『現代社会と会計』中央経済社
- 日本における企業会計基準法構想の形成と消長(1995) 『変貌する社会と会計』前田貞芳編、森山書店
- 関于中日両国公司立法与企業会計法制比較史的研究 (梁冰漢訳)(1996) 『財会論文集』王利群・呉長煌編,遼寧人民出版社,中国瀋陽
- 戦間期における陸軍工場管理と経理統制の展開(1996) 『現代会計の潮流』笠井昭次編,税務経理協会
- 企業会計の制度的・歴史的構造(1999) 『黒澤会計学研究』合崎堅二監修,森山書店
- 株式会社会計(1999) 中央経済社
- 会計研究の動向-英国会計制度の認識像を巡る若干の問題-(1999) 『現代会計の国際的動向と展望』九州大学出版会
- 「Equity-Accountability概念」再考(1999) 『コンポレート・ガバナンスと企業会計』ビジネス教育出版社
- 会計と会計学の歴史（2012） 『体系現代会計学』 中央経済社